# South Lake Tahoe (Kalifornija)
South Lake Tahoe je grad u američkoj saveznoj državi Kalifornija. Prema popisu stanovništva iz 2010. u njemu je živjelo 21.403 stanovnika.